# Williamsonia lintneri
Williamsonia lintneri (tên tiếng Anh: Ringed Boghaunter) là một loài chuồn chuồn ngô thuộc họ Corduliidae. Nó là loài đặc hữu của Hoa Kỳ. Môi trường sống tự nhiên của chúng là đầm lầy.